# Eliott Crestan
Eliott Crestan (ur. 22 lutego 1999 w Namur) – belgijski lekkoatleta specjalizujący się w biegach średniodystansowych.
Zdobył brązowy medal w biegu na 800 metrów na mistrzostwach świata juniorów w 2018 w Tampere. Zdobył srebrny medal na tym dystansie na młodzieżowych mistrzostwach Europy w 2021 w Tallinnie. Odpadł w półfinale biegu na 800 metrów na igrzyskach olimpijskich w 2020 w Tokio. Zajął 6. miejsce w tej konkurencji na halowych mistrzostwach świata w 2022 w Belgradzie i 8. miejsce na mistrzostwach Europy w 2022 w Monachium.
Zdobył brązowy medal w biegu na 800 metrów na halowych mistrzostwach Europy w 2023 w Stambule, przegrywając jedynie z Adriánem Benem z Hiszpanii i Benjaminem Robertem z Francji. Medal z tego samego koloru zdobył podczas halowych mistrzostw świata w 2024 w Glasgow. Rok później w Nankinie został halowym wicemistrzem świata.
Zdobył mistrzostwo Belgii w biegu na 800 metrów w latach 2019–2023, a w hali w latach 2016, 2018 i 2021–2024.

## Osiągnięcia
| Rok  | Impreza                                   | Miejsce   | Konkurencja       | Pozycja    | Wynik   |
| ---- | ----------------------------------------- | --------- | ----------------- | ---------- | ------- |
| 2015 | Olimpijski festiwal młodzieży Europy      | Tbilisi   | bieg na 800 m     | 3. miejsce | 1:54,02 |
| 2016 | Mistrzostwa Europy juniorów młodszych     | Tbilisi   | bieg na 800 m     | 7. miejsce | 1:52,68 |
| 2017 | Mistrzostwa Europy juniorów               | Grosseto  | bieg na 800 m     | półfinał   | 1:49,68 |
| 2018 | Mistrzostwa świata juniorów               | Tampere   | bieg na 800 m     | 3. miejsce | 1:47,27 |
| 2018 | Mistrzostwa Europy                        | Berlin    | bieg na 800 m     | eliminacje | 1:47,35 |
| 2019 | Mistrzostwa Europy w biegach przełajowych | Lizbona   | sztafeta mieszana | 4. miejsce | 18:19   |
| 2021 | Halowe mistrzostwa Europy                 | Toruń     | bieg na 800 m     | półfinał   | 1:48,12 |
| 2021 | Młodzieżowe mistrzostwa Europy            | Tallinn   | bieg na 800 m     | 2. miejsce | 1:46,32 |
| 2021 | Igrzyska olimpijskie                      | Tokio     | bieg na 800 m     | półfinał   | 1:44,84 |
| 2022 | Halowe mistrzostwa świata                 | Belgrad   | bieg na 800 m     | 6. miejsce | 1:46,78 |
| 2022 | Mistrzostwa świata                        | Eugene    | bieg na 800 m     | eliminacje | 1:46,61 |
| 2022 | Mistrzostwa Europy                        | Monachium | bieg na 800 m     | 8. miejsce | 1:45,68 |
| 2023 | Halowe mistrzostwa Europy                 | Stambuł   | bieg na 800 m     | 3. miejsce | 1:47,65 |
| 2024 | Halowe mistrzostwa świata                 | Glasgow   | bieg na 800 m     | 3. miejsce | 1:45,32 |
| 2024 | Mistrzostwa Europy                        | Rzym      | bieg na 800 m     | eliminacje | 1:46,48 |
| 2024 | Igrzyska olimpijskie                      | Paryż     | bieg na 800 m     | repasaże   | 1:43,72 |
| 2025 | Halowe mistrzostwa Europy                 | Apeldoorn | bieg na 800 m     | 2. miejsce | 1:44,92 |
| 2025 | Halowe mistrzostwa świata                 | Nankin    | bieg na 800 m     | 2. miejsce | 1:44,81 |

## Rekordy życiowe
- bieg na 400 metrów – 46,79 (12 maja 2024, Cergy-Pontoise)
- bieg na 400 metrów (hala) – 47,58 (28 stycznia 2023, Louvain-la-Neuve)
- bieg na 600 metrów – 1:14,47 (19 czerwca 2024, Liège) rekord Belgii
- bieg na 600 metrów (hala) – 1:14,92 (25 stycznia 2025, Louvain-la-Neuve)
- bieg na 800 metrów – 1:42,43 (7 lipca 2024, Paryż) rekord Belgii
- bieg na 800 metrów (hala) – 1:44,69 (4 lutego 2025, Ostrawa) rekord Belgii
- bieg na 1000 metrów – 2:28,12 (11 września 2015, Bruksela)
- bieg na 1500 metrów – 3:47,17 (28 lipca 2018, Ninove)
- bieg na 1500 metrów (hala) – 3:46,44 (20 stycznia 2020, Louvain-la-Neuve)